# Visconde de Vila Nova de Gaia
Visconde de Vila Nova de Gaia é um título nobiliárquico criado por D. Maria II de Portugal, por Decreto de 20 de Maio de 1835, em favor de Thomas William Stubbs, antes 1.° Barão de Vila Nova de Gaia.
Titulares
1. Thomas William Stubbs, 1.° Barão e 1.° Visconde de Vila Nova de Gaia.

Após a Implantação da República Portuguesa, e com o fim do sistema nobiliárquico, usaram o título: 
1. Augusto Carlos de Saldanha Monteiro Bandeira, 2.° Visconde de Vila Nova de Gaia;
2. Luís Stubbs de Saldanha Monteiro Bandeira, 3.º Visconde de Vila Nova de Gaia.
3. João Carlos Sabino Alves Costa e Silva, 4.º Visconde de Vila Nova de Gaia